# 佩里格区
佩里格区（法語：arrondissement de Périgueux）是法国多尔多涅省所辖的一个区。总面积2869.3平方公里，总人口175428，人口密度61人/平方公里（2018年）。主要城镇为佩里格。

## 辖区
佩里格区辖有143个市镇。